# Renault Talisman (SM7)

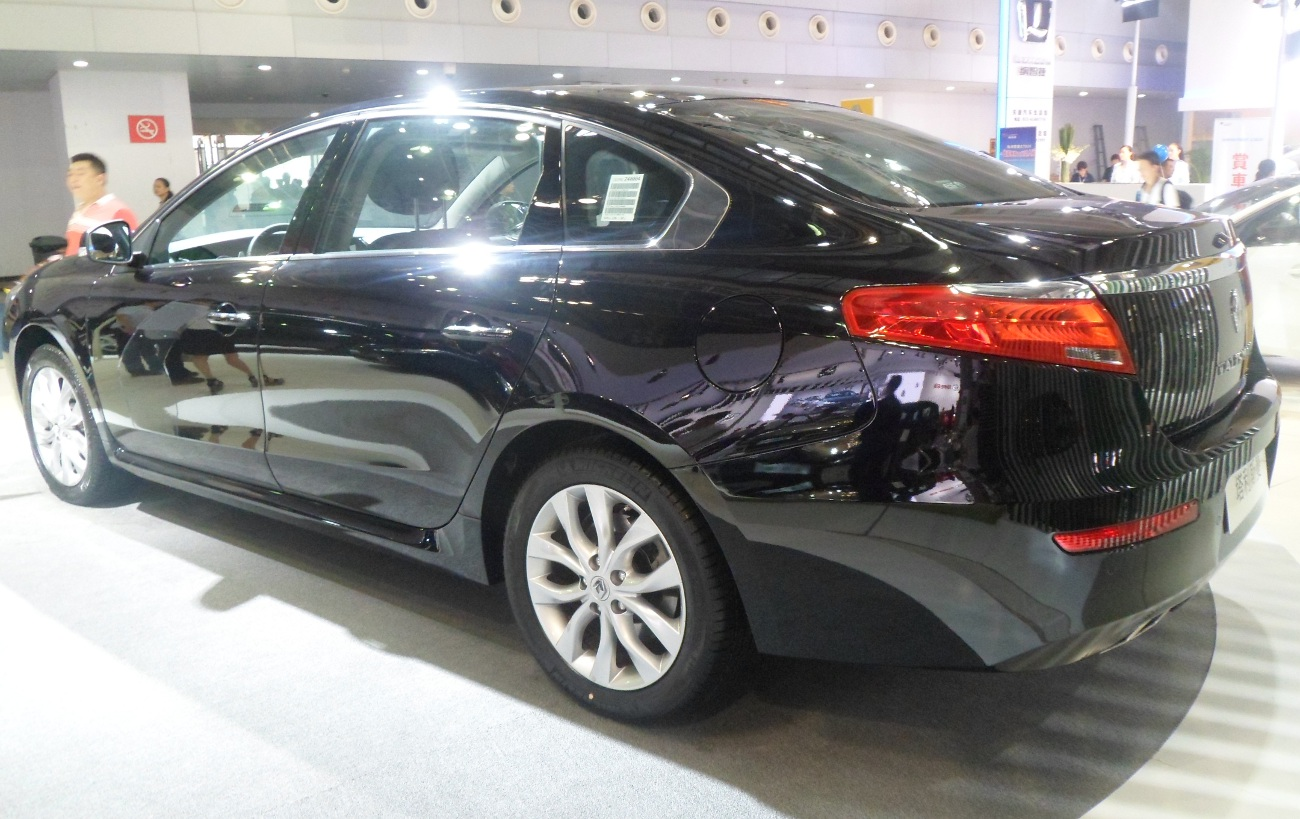
Heckansicht

Der Renault Talisman ist eine ausschließlich für China gebaute Limousine des französischen Automobilherstellers Renault. Das Fahrzeug ist baugleich mit der zweiten Generation des Samsung SM7.
Der Name des Fahrzeugs stammt von einem Konzeptfahrzeug, das 2001 auf dem Genfer Auto-Salon vorgestellt wurde. Die Serienversion wurde auf der Beijing Motor Show im April 2012 präsentiert und kam im Juni 2012 auf den Markt. Der 2015 auf der Internationalen Automobil-Ausstellung präsentierte Renault Talisman ist ein anderes Fahrzeug.
Angetrieben wird das Fahrzeug von einem 2,5- oder 3,5-Liter-V6-Ottomotor.

## Technische Daten
|                                             | 2.5                    | 3.5                    |
| Bauzeitraum                                 | 2012–2016              | 2012–2016              |
| Motorkenndaten                              |                        |                        |
| Motortyp                                    | V6-Ottomotor           | V6-Ottomotor           |
| Hubraum                                     | 2495 cm³               | 3498 cm³               |
| max. Leistung bei min−1                     | 140 kW (190 PS) / 6000 | 190 kW (258 PS) / 6000 |
| max. Drehmoment bei min−1                   | 243 Nm / 4400          | 330 Nm / 4400          |
| Messwerte                                   |                        |                        |
| Höchstgeschwindigkeit                       | 205 km/h               | 227 km/h               |
| Beschleunigung, 0–100 km/h                  | 9,9 s                  | 7,7 s                  |
| Kraftstoffverbrauch auf 100 km (kombiniert) | 9,8 l Super            | 10,4 l Super           |
| Tankinhalt                                  | 70 l                   | 70 l                   |